# Ferdinand Elsbach

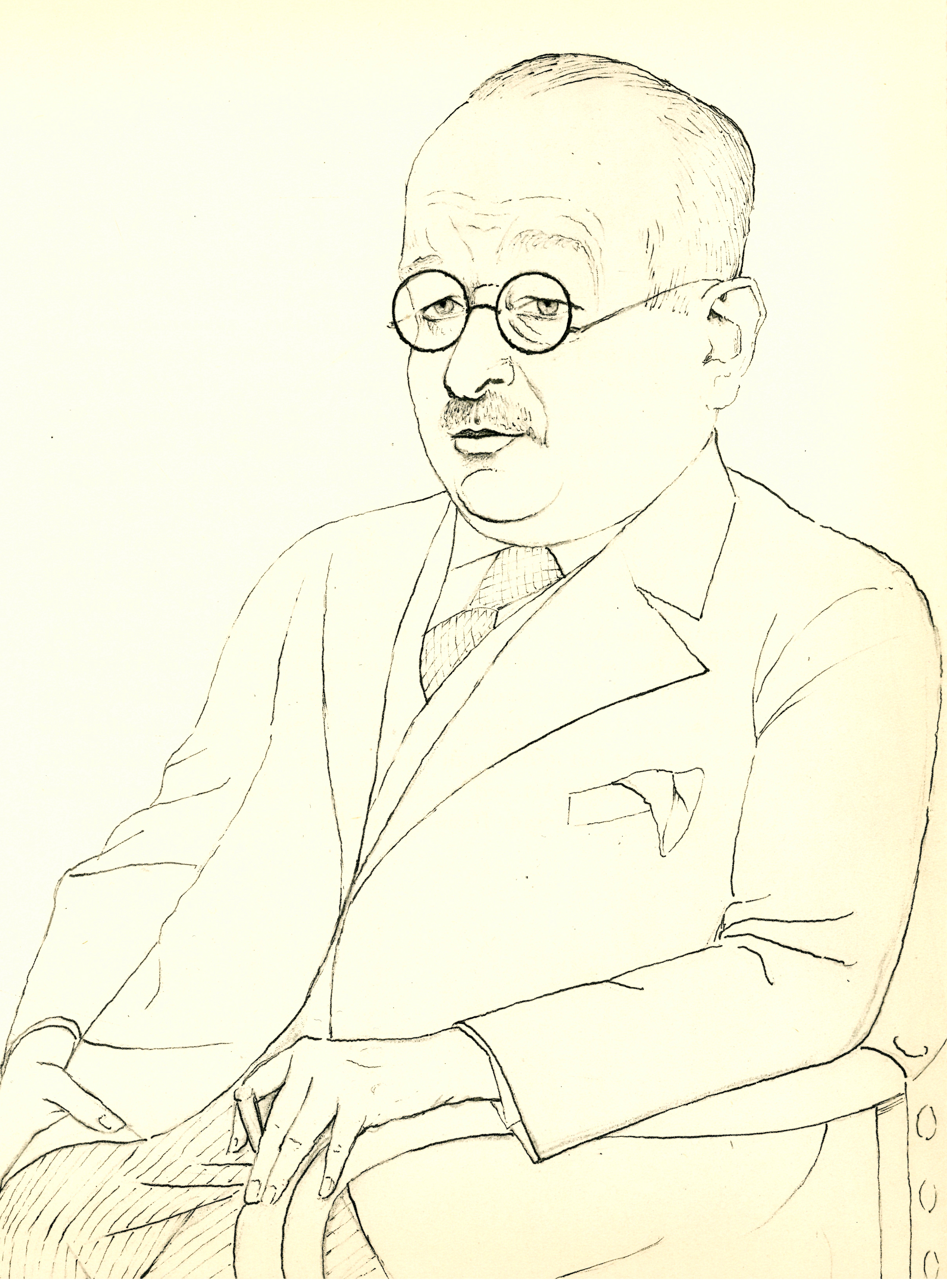
Ferdinand Elsbach;
Zeichnung von August Heitmüller, um 1929

Ferdinand Elsbach (geboren 15. Februar 1864 in Walldorf an der Werra; gestorben 5. Juni 1931 in Hannover) war ein deutscher Textil-Kaufmann und -fabrikant sowie vielfacher Wirtschafts- und Verbandsfunktionär.

## Leben

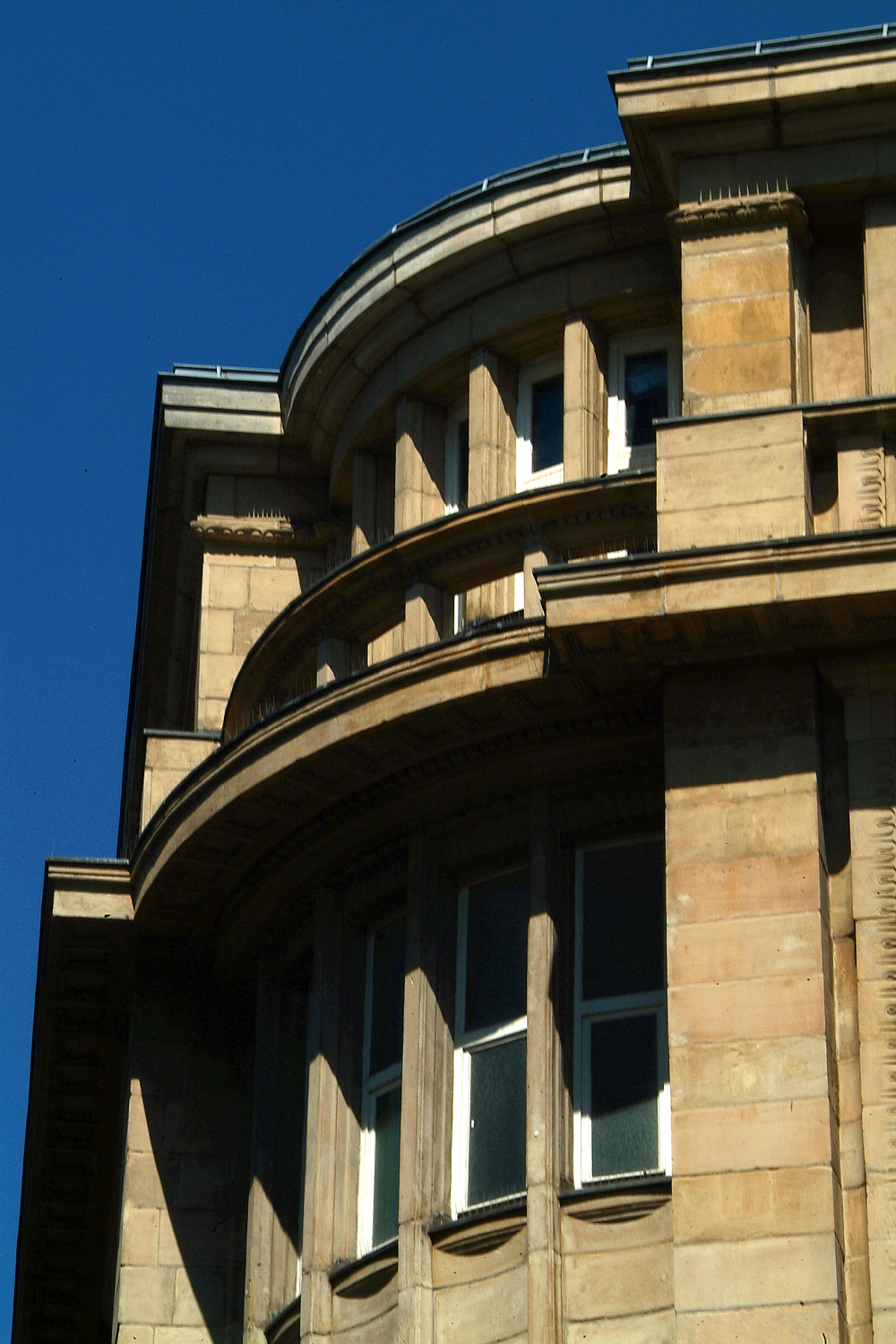
Detail am „alten“ Kaufhaus Elsbach & Frank

Ferdinand Elsbach entstammte einer jüdischen Familie. Er absolvierte das Gymnasium in Heiligenstadt und durchlief in Göttingen eine Ausbildung zum Kaufmann. Noch als Jugendlicher ging er während der Gründerzeit des Deutschen Kaiserreichs 1882 nach Hannover. Dort gründete er im Alter von 25 Jahren gemeinsam mit Julius Frank das Einzelhandelsgeschäft für Textilwaren Elsbach & Frank, das sie „Kaufhaus zum Stern“ nannten. Für ihr auf Herren- und Knaben-Bekleidung spezialisiertes Handelsgeschäft griff Elsbach – als einer der ersten – den Gedanken der Herstellung von Waren im eigenen Betrieb auf, die sogenannte „Selbstanfertigung“.
Ferdinand Elsbach engagierte sich in zahlreichen Wirtschafts- und Arbeitgeberverbänden: Er wurde Mitbegründer und Vorstandsmitglied im Reichsverband für Herren- und Knabenkleidung mit Sitz in Düsseldorf. In der aus dem Arbeitgeberverband für den Einzelhandel hervorgegangenen Vereinigung des hannoverschen Einzelhandels wurde er zur Zeit der Weimarer Republik 1923 zum Ersten Vorsitzenden gewählt und vertrat die Vereinigung ab 1925 auch in der Industrie- und Handelskammer Hannover. Zudem war er Zweiter Vorsitzender des Einzelhandelsbundes Niedersachsen sowie Mitbegründer und Vorstandsmitglied im Arbeitgeberverband für das Schneidergewerbe, Ortsgruppe Hannover. Außerdem war er Mitglied im Vorstand des Wirtschaftsbundes Niedersachsen-Kassel.
Nebenbei betätigte sich Elsbach als Handelsrichter.
Schon seit 1910 gehörte Elsbach dem Vorstand der hannoverschen jüdischen Gemeinde an; als zweiter Vorsteher leitete er bis 1923 das jüdische Wohlfahrtswesen. Zudem engagierte er sich beim Roten Kreuz.

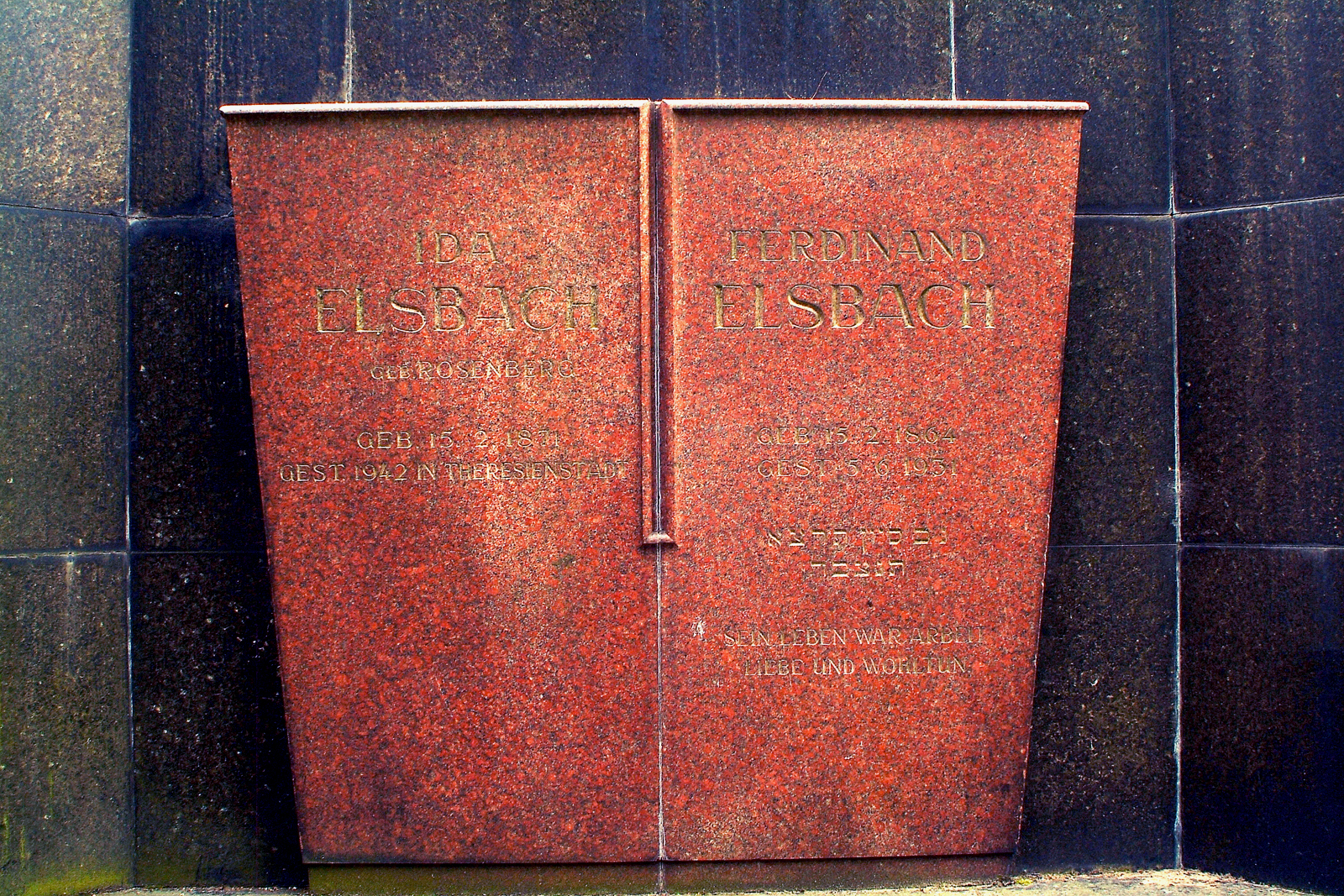
Tafeln für Ferdinand und Ida Elsbach auf dem Jüdischen Friedhof An der Strangriede

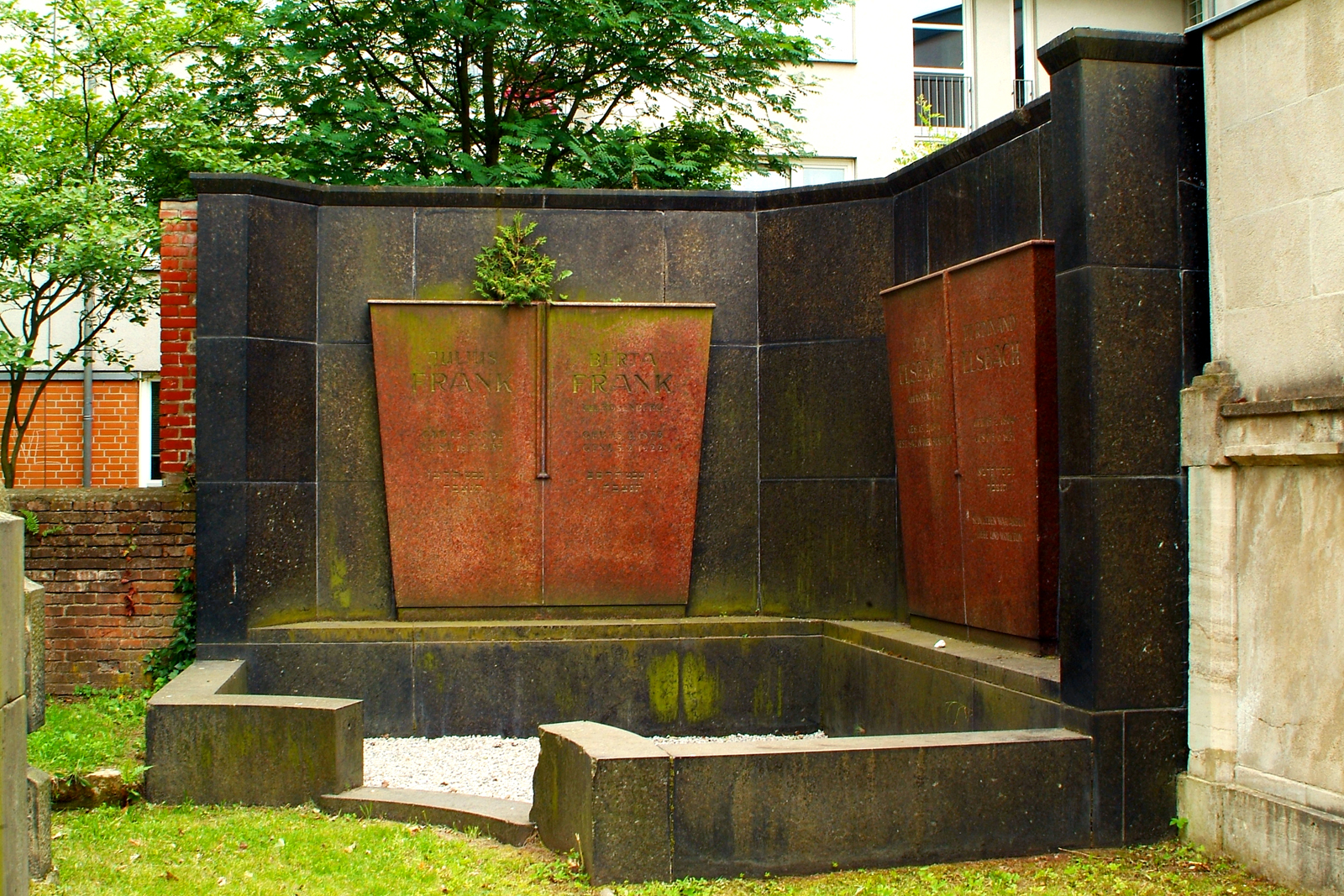
Grabmal der Familien Elsbach und Frank nach Entwurf von Wilhelm Mackensen

Nach seinem Tod im Jahr 1931 lebte Elsbachs Witwe Ida, geborene Rosenberg (* 15. Februar 1871) ab 1936 in Berlin – sie starb zur Zeit des Nationalsozialismus 1942 im KZ Theresienstadt.
Das gemeinsame Grabmal für die Familien Elsbach und Frank auf dem Jüdischen Friedhof An der Strangriede entwarf der Architekt Wilhelm Mackensen.